# Journal of Molecular Graphics & Modelling
Journal of Molecular Graphics & Modelling (abrégé en J. Mol. Graph.) est une revue scientifique à comité de lecture qui publie des articles concernant l'utilisation de l'informatique dans les recherches théoriques sur la structure, la fonction, l'interaction et la conception de molécules.
D'après le Journal Citation Reports, le facteur d'impact de ce journal était de 1,863 en 2018. Actuellement, les directeurs de publication sont J. D. Hirst (université de Nottingham, Royaume-Uni) et J. D. Madura (université Duquesne, États-Unis).

## Histoire
Au cours de son histoire, le journal a changé de nom :
- Journal of Molecular Graphics, 1983-1996  (ISSN 0263-7855)[3]
- Journal of Molecular Graphics & Modelling, 1997-en cours  (ISSN 1093-3263)